# رود بریوزووایا
رود بریوزووایا (انگلیسی: Beryozovaya) یک رودخانه در سرزمین پرم کشور روسیه است.